# Радзивилл, Удальрик Криштоф
Князь Удальрик Криштоф Радзивилл (5 января 1712, Дятлово, Новогрудское воеводство или Бердичев, Корона Королевства Польского — 21 июля 1770) — государственный и военный деятель Великого княжества Литовского, конюший великий литовский (1734—1762), писарь великий литовский (1762—1763), староста минский (1739—1746), генерал-майор литовской кавалерии (1743), генерал-лейтенант литовских войск (1748), польский поэт, переводчик и историк. Владел имениями в Польше и на Украине.

## Биография
Представитель несвижской линии богатейшего и знатнейшего литовского магнатского рода Радзивиллов герба Трубы. Старший сын воеводы новогрудского, князя Николая Фаустина Радзивилла (1688—1746), и Барбары Завиши (1690—1770). Младшие братья — Альбрехт, Ежи и Станислав Радзивиллы.
Получил образование колледже ордена пиаров в Варшаве, затем изучал военное дело в рацарской школе в Легнице (Силезия). В 1734 году Удальрик Криштоф Радзивилл получил должность конюшего великого Литовского.
В 1739—1746 годах владел минским староством.
В 1743 году получил чин генерал-майора литовской кавалерии.
С 1747 года — генеральный региментарий войск Великого княжества Литовского. В 1748 году стал генерал-лейтенантом литовской армии. Получал пенсию от российского правительства и был сторонником Пруссии.
В 1730, 1733, 1736, 1746, 1764 и 1767 годах избирался послом на Сеймы.
В 1749 году Удальрик Криштоф Радзивилл командовал походом против украинских гайдамаков.
В 1762 году был назначен писарем великим Литовским.
Значительную часть своей жизни провёл в своих имениях на Волыни. Безуспешно пытался участвовал во внутренней политике Речи Посполитой, выступал в защиту принципа «Liberum veto». Сегодня он характеризуется как эксцентричный и дальновидный, способный и начитанный человек, склонный к авантюризму. Собрал большую библиотеку, знал много языков, в том числе греческий, немецкий, французский, итальянский и английский.

## Творчество
Удальрик Криштоф Радзивилл оставил после себя более 50 работ в стихах и прозе. Среди них «Описание забот людей всех сословий» (1741), «Моральные элегии» (1752), «Светская критика, или Сатира», в рукописи. Перевел на польский язык произведения Софокла, Корнеля, Расина.
В печатном «Диариуше» («Diariusz podjazdu mojego na hajdamaków»), без указания года и места издания, описал поход в 1749 году против украинских гайдамаков.

## Семья
Удальрик Криштоф Радзивилл был дважды женат. 1 сентября 1740 года в Красныставе женился на Софье Рей (1716—1748), от брака с которой не имел детей. Вторично женился на Элеоноре Каменской (ум. после 1774).
Дети
- Матеуш Радзивилл[лит.] (1768—1818), генерал русской армии